# Ferdinand George August van Saksen-Coburg-Saalfeld-Koháry

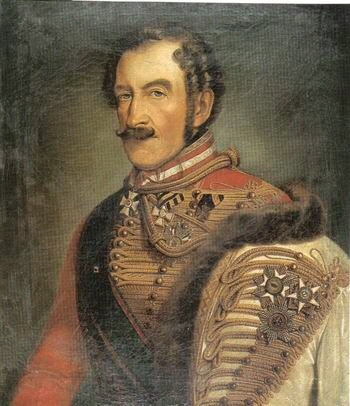
Ferdinand

Ferdinand George August van Saksen-Coburg-Saalfeld-Koháry (Coburg, 28 maart 1785 – Wenen, 27 augustus 1851), ook Saksen-Coburg-Gotha-Koháry of Saksen-Coburg-Koháry genoemd, was luitenant-veldmaarschalk in Oostenrijkse dienst. Hij was de tweede zoon van Frans van Saksen-Coburg-Saalfeld en daarmee een jongere broer van Ernst I van Saksen-Coburg en Gotha en oudere broer van Leopold I van België.
Hij nam in 1791 als tweede luitenant dienst in het leger van Oostenrijk, werd luitenant-veldmaarschalk en leider van een huzarenregiment. Als zodanig streed hij in de veldslagen van 1809 en 1812/1813 en onderscheidde zich vooral in de Slag bij Kulm.
Op 2 januari 1816 huwde hij de steenrijke prinses Antonia Koháry (1797-1862), dochter van de laatste vorst Koháry. Om haar te kunnen trouwen had hij zich tot het katholicisme moeten bekeren, daarmee de katholieke linie van het huis Saksen-Coburg en Gotha stichtend. Hij werd in 1827 in de Hongaarse adel opgenomen en stierf op 27 augustus 1851 te Wenen.
Uit zijn huwelijk met Antonia had hij de volgende kinderen:
- Ferdinand August Frans Anton (1816-1885), als gemaal van Maria II koning van Portugal
- August Lodewijk Victor (1818-1881), vader van Ferdinand I van Bulgarije
- Victoria Francisca (1822-1857), gehuwd met Lodewijk van Orléans, hertog van Nemours
- Leopold Frans Julius (1824-1884), gehuwd met Constanze Geiger

## Kwartierstaat
| Frans Jozias van Saksen-Coburg-Saalfeld (1697-1764) | Frans Jozias van Saksen-Coburg-Saalfeld (1697-1764) | Frans Jozias van Saksen-Coburg-Saalfeld (1697-1764) | Frans Jozias van Saksen-Coburg-Saalfeld (1697-1764) | Frans Jozias van Saksen-Coburg-Saalfeld (1697-1764)   | Frans Jozias van Saksen-Coburg-Saalfeld (1697-1764)   | Anna Sophia van Schwarzburg-Rudolstadt (1700-1780)    | Anna Sophia van Schwarzburg-Rudolstadt (1700-1780)    | Anna Sophia van Schwarzburg-Rudolstadt (1700-1780)    | Anna Sophia van Schwarzburg-Rudolstadt (1700-1780)    | Anna Sophia van Schwarzburg-Rudolstadt (1700-1780) | Anna Sophia van Schwarzburg-Rudolstadt (1700-1780) |                                                   |                                                   | Ferdinand Albrecht II van Brunswijk-Wolfenbüttel (1680-1735) | Ferdinand Albrecht II van Brunswijk-Wolfenbüttel (1680-1735) | Ferdinand Albrecht II van Brunswijk-Wolfenbüttel (1680-1735) | Ferdinand Albrecht II van Brunswijk-Wolfenbüttel (1680-1735) | Ferdinand Albrecht II van Brunswijk-Wolfenbüttel (1680-1735) | Ferdinand Albrecht II van Brunswijk-Wolfenbüttel (1680-1735) | Antoinette Amalia van Brunswijk-Wolfenbüttel (1696-1772) | Antoinette Amalia van Brunswijk-Wolfenbüttel (1696-1772) | Antoinette Amalia van Brunswijk-Wolfenbüttel (1696-1772) | Antoinette Amalia van Brunswijk-Wolfenbüttel (1696-1772) | Antoinette Amalia van Brunswijk-Wolfenbüttel (1696-1772) | Antoinette Amalia van Brunswijk-Wolfenbüttel (1696-1772) |                                                |                                                | Hendrik XXIX van Reuss-Ebersdorf (1699-1747)   | Hendrik XXIX van Reuss-Ebersdorf (1699-1747)   | Hendrik XXIX van Reuss-Ebersdorf (1699-1747) | Hendrik XXIX van Reuss-Ebersdorf (1699-1747) | Hendrik XXIX van Reuss-Ebersdorf (1699-1747)                          | Hendrik XXIX van Reuss-Ebersdorf (1699-1747)                          | Sophie Theodora van Castell-Remlingen (1703-1777)                     | Sophie Theodora van Castell-Remlingen (1703-1777)                     | Sophie Theodora van Castell-Remlingen (1703-1777)                     | Sophie Theodora van Castell-Remlingen (1703-1777)                     | Sophie Theodora van Castell-Remlingen (1703-1777)     | Sophie Theodora van Castell-Remlingen (1703-1777)     |                                                       |                                                       | Georg August van Erbach-Schönberg (1691-1758)         | Georg August van Erbach-Schönberg (1691-1758)         | Georg August van Erbach-Schönberg (1691-1758)       | Georg August van Erbach-Schönberg (1691-1758)       | Georg August van Erbach-Schönberg (1691-1758)       | Georg August van Erbach-Schönberg (1691-1758)       | Ferdinande Henriette van Stolberg-Gedern (1699-1750) | Ferdinande Henriette van Stolberg-Gedern (1699-1750) | Ferdinande Henriette van Stolberg-Gedern (1699-1750) | Ferdinande Henriette van Stolberg-Gedern (1699-1750) | Ferdinande Henriette van Stolberg-Gedern (1699-1750) | Ferdinande Henriette van Stolberg-Gedern (1699-1750) |  |  |  |  |  |  |  |  |  |  |  |  |  |  |  |  |  |  |  |  |  |  |  |  |  |  |  |  |  |  |  |  |  |  |  |  |  |  |  |  |  |  |  |  |  |  |  |  |
| Frans Jozias van Saksen-Coburg-Saalfeld (1697-1764) | Frans Jozias van Saksen-Coburg-Saalfeld (1697-1764) | Frans Jozias van Saksen-Coburg-Saalfeld (1697-1764) | Frans Jozias van Saksen-Coburg-Saalfeld (1697-1764) | Frans Jozias van Saksen-Coburg-Saalfeld (1697-1764)   | Frans Jozias van Saksen-Coburg-Saalfeld (1697-1764)   | Anna Sophia van Schwarzburg-Rudolstadt (1700-1780)    | Anna Sophia van Schwarzburg-Rudolstadt (1700-1780)    | Anna Sophia van Schwarzburg-Rudolstadt (1700-1780)    | Anna Sophia van Schwarzburg-Rudolstadt (1700-1780)    | Anna Sophia van Schwarzburg-Rudolstadt (1700-1780) | Anna Sophia van Schwarzburg-Rudolstadt (1700-1780) |                                                   |                                                   | Ferdinand Albrecht II van Brunswijk-Wolfenbüttel (1680-1735) | Ferdinand Albrecht II van Brunswijk-Wolfenbüttel (1680-1735) | Ferdinand Albrecht II van Brunswijk-Wolfenbüttel (1680-1735) | Ferdinand Albrecht II van Brunswijk-Wolfenbüttel (1680-1735) | Ferdinand Albrecht II van Brunswijk-Wolfenbüttel (1680-1735) | Ferdinand Albrecht II van Brunswijk-Wolfenbüttel (1680-1735) | Antoinette Amalia van Brunswijk-Wolfenbüttel (1696-1772) | Antoinette Amalia van Brunswijk-Wolfenbüttel (1696-1772) | Antoinette Amalia van Brunswijk-Wolfenbüttel (1696-1772) | Antoinette Amalia van Brunswijk-Wolfenbüttel (1696-1772) | Antoinette Amalia van Brunswijk-Wolfenbüttel (1696-1772) | Antoinette Amalia van Brunswijk-Wolfenbüttel (1696-1772) |                                                |                                                | Hendrik XXIX van Reuss-Ebersdorf (1699-1747)   | Hendrik XXIX van Reuss-Ebersdorf (1699-1747)   | Hendrik XXIX van Reuss-Ebersdorf (1699-1747) | Hendrik XXIX van Reuss-Ebersdorf (1699-1747) | Hendrik XXIX van Reuss-Ebersdorf (1699-1747)                          | Hendrik XXIX van Reuss-Ebersdorf (1699-1747)                          | Sophie Theodora van Castell-Remlingen (1703-1777)                     | Sophie Theodora van Castell-Remlingen (1703-1777)                     | Sophie Theodora van Castell-Remlingen (1703-1777)                     | Sophie Theodora van Castell-Remlingen (1703-1777)                     | Sophie Theodora van Castell-Remlingen (1703-1777)     | Sophie Theodora van Castell-Remlingen (1703-1777)     |                                                       |                                                       | Georg August van Erbach-Schönberg (1691-1758)         | Georg August van Erbach-Schönberg (1691-1758)         | Georg August van Erbach-Schönberg (1691-1758)       | Georg August van Erbach-Schönberg (1691-1758)       | Georg August van Erbach-Schönberg (1691-1758)       | Georg August van Erbach-Schönberg (1691-1758)       | Ferdinande Henriette van Stolberg-Gedern (1699-1750) | Ferdinande Henriette van Stolberg-Gedern (1699-1750) | Ferdinande Henriette van Stolberg-Gedern (1699-1750) | Ferdinande Henriette van Stolberg-Gedern (1699-1750) | Ferdinande Henriette van Stolberg-Gedern (1699-1750) | Ferdinande Henriette van Stolberg-Gedern (1699-1750) |  |  |  |  |  |  |  |  |  |  |  |  |  |  |  |  |  |  |  |  |  |  |  |  |  |  |  |  |  |  |  |  |  |  |  |  |  |  |  |  |  |  |  |  |  |  |  |  |
|                                                     |                                                     |                                                     |                                                     |                                                       |                                                       |                                                       |                                                       |                                                       |                                                       |                                                    |                                                    |                                                   |                                                   |                                                              |                                                              |                                                              |                                                              |                                                              |                                                              |                                                          |                                                          |                                                          |                                                          |                                                          |                                                          |                                                |                                                |                                                |                                                |                                              |                                              |                                                                       |                                                                       |                                                                       |                                                                       |                                                                       |                                                                       |                                                       |                                                       |                                                       |                                                       |                                                       |                                                       |                                                     |                                                     |                                                     |                                                     |                                                      |                                                      |                                                      |                                                      |                                                      |                                                      |  |  |  |  |  |  |  |  |  |  |  |  |  |  |  |  |  |  |  |  |  |  |  |  |  |  |  |  |  |  |  |  |  |  |  |  |  |  |  |  |  |  |  |  |  |  |  |  |
|                                                     |                                                     |                                                     |                                                     | Ernst Frederik van Saksen-Coburg-Saalfeld (1724–1800) | Ernst Frederik van Saksen-Coburg-Saalfeld (1724–1800) | Ernst Frederik van Saksen-Coburg-Saalfeld (1724–1800) | Ernst Frederik van Saksen-Coburg-Saalfeld (1724–1800) | Ernst Frederik van Saksen-Coburg-Saalfeld (1724–1800) | Ernst Frederik van Saksen-Coburg-Saalfeld (1724–1800) |                                                    |                                                    |                                                   |                                                   |                                                              |                                                              | Sofie Antoinette van Brunswijk-Wolfenbüttel (1724-1802)      | Sofie Antoinette van Brunswijk-Wolfenbüttel (1724-1802)      | Sofie Antoinette van Brunswijk-Wolfenbüttel (1724-1802)      | Sofie Antoinette van Brunswijk-Wolfenbüttel (1724-1802)      | Sofie Antoinette van Brunswijk-Wolfenbüttel (1724-1802)  | Sofie Antoinette van Brunswijk-Wolfenbüttel (1724-1802)  |                                                          |                                                          |                                                          |                                                          |                                                |                                                |                                                |                                                |                                              |                                              | Hendrik XXIV van Reuss-Ebersdorf (1724-1779)                          | Hendrik XXIV van Reuss-Ebersdorf (1724-1779)                          | Hendrik XXIV van Reuss-Ebersdorf (1724-1779)                          | Hendrik XXIV van Reuss-Ebersdorf (1724-1779)                          | Hendrik XXIV van Reuss-Ebersdorf (1724-1779)                          | Hendrik XXIV van Reuss-Ebersdorf (1724-1779)                          |                                                       |                                                       |                                                       |                                                       |                                                       |                                                       | Caroline Ernestine van Erbach-Schönberg (1727-1796) | Caroline Ernestine van Erbach-Schönberg (1727-1796) | Caroline Ernestine van Erbach-Schönberg (1727-1796) | Caroline Ernestine van Erbach-Schönberg (1727-1796) | Caroline Ernestine van Erbach-Schönberg (1727-1796)  | Caroline Ernestine van Erbach-Schönberg (1727-1796)  |                                                      |                                                      |                                                      |                                                      |  |  |  |  |  |  |  |  |  |  |  |  |  |  |  |  |  |  |  |  |  |  |  |  |  |  |  |  |  |  |  |  |  |  |  |  |  |  |  |  |  |  |  |  |  |  |  |  |
|                                                     |                                                     |                                                     |                                                     | Ernst Frederik van Saksen-Coburg-Saalfeld (1724–1800) | Ernst Frederik van Saksen-Coburg-Saalfeld (1724–1800) | Ernst Frederik van Saksen-Coburg-Saalfeld (1724–1800) | Ernst Frederik van Saksen-Coburg-Saalfeld (1724–1800) | Ernst Frederik van Saksen-Coburg-Saalfeld (1724–1800) | Ernst Frederik van Saksen-Coburg-Saalfeld (1724–1800) |                                                    |                                                    |                                                   |                                                   |                                                              |                                                              | Sofie Antoinette van Brunswijk-Wolfenbüttel (1724-1802)      | Sofie Antoinette van Brunswijk-Wolfenbüttel (1724-1802)      | Sofie Antoinette van Brunswijk-Wolfenbüttel (1724-1802)      | Sofie Antoinette van Brunswijk-Wolfenbüttel (1724-1802)      | Sofie Antoinette van Brunswijk-Wolfenbüttel (1724-1802)  | Sofie Antoinette van Brunswijk-Wolfenbüttel (1724-1802)  |                                                          |                                                          |                                                          |                                                          |                                                |                                                |                                                |                                                |                                              |                                              | Hendrik XXIV van Reuss-Ebersdorf (1724-1779)                          | Hendrik XXIV van Reuss-Ebersdorf (1724-1779)                          | Hendrik XXIV van Reuss-Ebersdorf (1724-1779)                          | Hendrik XXIV van Reuss-Ebersdorf (1724-1779)                          | Hendrik XXIV van Reuss-Ebersdorf (1724-1779)                          | Hendrik XXIV van Reuss-Ebersdorf (1724-1779)                          |                                                       |                                                       |                                                       |                                                       |                                                       |                                                       | Caroline Ernestine van Erbach-Schönberg (1727-1796) | Caroline Ernestine van Erbach-Schönberg (1727-1796) | Caroline Ernestine van Erbach-Schönberg (1727-1796) | Caroline Ernestine van Erbach-Schönberg (1727-1796) | Caroline Ernestine van Erbach-Schönberg (1727-1796)  | Caroline Ernestine van Erbach-Schönberg (1727-1796)  |                                                      |                                                      |                                                      |                                                      |  |  |  |  |  |  |  |  |  |  |  |  |  |  |  |  |  |  |  |  |  |  |  |  |  |  |  |  |  |  |  |  |  |  |  |  |  |  |  |  |  |  |  |  |  |  |  |  |
|                                                     |                                                     |                                                     |                                                     |                                                       |                                                       |                                                       |                                                       |                                                       |                                                       | Frans van Saksen-Coburg-Saalfeld (1750-1806)       | Frans van Saksen-Coburg-Saalfeld (1750-1806)       | Frans van Saksen-Coburg-Saalfeld (1750-1806)      | Frans van Saksen-Coburg-Saalfeld (1750-1806)      | Frans van Saksen-Coburg-Saalfeld (1750-1806)                 | Frans van Saksen-Coburg-Saalfeld (1750-1806)                 |                                                              |                                                              |                                                              |                                                              |                                                          |                                                          |                                                          |                                                          |                                                          |                                                          |                                                |                                                |                                                |                                                |                                              |                                              |                                                                       |                                                                       |                                                                       |                                                                       |                                                                       |                                                                       | Augusta van Reuss-Ebersdorf en Lobenstein (1757-1831) | Augusta van Reuss-Ebersdorf en Lobenstein (1757-1831) | Augusta van Reuss-Ebersdorf en Lobenstein (1757-1831) | Augusta van Reuss-Ebersdorf en Lobenstein (1757-1831) | Augusta van Reuss-Ebersdorf en Lobenstein (1757-1831) | Augusta van Reuss-Ebersdorf en Lobenstein (1757-1831) |                                                     |                                                     |                                                     |                                                     |                                                      |                                                      |                                                      |                                                      |                                                      |                                                      |  |  |  |  |  |  |  |  |  |  |  |  |  |  |  |  |  |  |  |  |  |  |  |  |  |  |  |  |  |  |  |  |  |  |  |  |  |  |  |  |  |  |  |  |  |  |  |  |
|                                                     |                                                     |                                                     |                                                     |                                                       |                                                       |                                                       |                                                       |                                                       |                                                       | Frans van Saksen-Coburg-Saalfeld (1750-1806)       | Frans van Saksen-Coburg-Saalfeld (1750-1806)       | Frans van Saksen-Coburg-Saalfeld (1750-1806)      | Frans van Saksen-Coburg-Saalfeld (1750-1806)      | Frans van Saksen-Coburg-Saalfeld (1750-1806)                 | Frans van Saksen-Coburg-Saalfeld (1750-1806)                 |                                                              |                                                              |                                                              |                                                              |                                                          |                                                          |                                                          |                                                          |                                                          |                                                          |                                                |                                                |                                                |                                                |                                              |                                              |                                                                       |                                                                       |                                                                       |                                                                       |                                                                       |                                                                       | Augusta van Reuss-Ebersdorf en Lobenstein (1757-1831) | Augusta van Reuss-Ebersdorf en Lobenstein (1757-1831) | Augusta van Reuss-Ebersdorf en Lobenstein (1757-1831) | Augusta van Reuss-Ebersdorf en Lobenstein (1757-1831) | Augusta van Reuss-Ebersdorf en Lobenstein (1757-1831) | Augusta van Reuss-Ebersdorf en Lobenstein (1757-1831) |                                                     |                                                     |                                                     |                                                     |                                                      |                                                      |                                                      |                                                      |                                                      |                                                      |  |  |  |  |  |  |  |  |  |  |  |  |  |  |  |  |  |  |  |  |  |  |  |  |  |  |  |  |  |  |  |  |  |  |  |  |  |  |  |  |  |  |  |  |  |  |  |  |
|                                                     |                                                     |                                                     |                                                     |                                                       |                                                       |                                                       |                                                       |                                                       |                                                       |                                                    |                                                    |                                                   |                                                   |                                                              |                                                              |                                                              |                                                              |                                                              |                                                              |                                                          |                                                          |                                                          |                                                          |                                                          |                                                          |                                                |                                                |                                                |                                                |                                              |                                              |                                                                       |                                                                       |                                                                       |                                                                       |                                                                       |                                                                       |                                                       |                                                       |                                                       |                                                       |                                                       |                                                       |                                                     |                                                     |                                                     |                                                     |                                                      |                                                      |                                                      |                                                      |                                                      |                                                      |  |  |  |  |  |  |  |  |  |  |  |  |  |  |  |  |  |  |  |  |  |  |  |  |  |  |  |  |  |  |  |  |  |  |  |  |  |  |  |  |  |  |  |  |  |  |  |  |
|                                                     |                                                     |                                                     |                                                     |                                                       |                                                       |                                                       |                                                       |                                                       |                                                       |                                                    |                                                    |                                                   |                                                   |                                                              |                                                              |                                                              |                                                              |                                                              |                                                              |                                                          |                                                          |                                                          |                                                          |                                                          |                                                          |                                                |                                                |                                                |                                                |                                              |                                              |                                                                       |                                                                       |                                                                       |                                                                       |                                                                       |                                                                       |                                                       |                                                       |                                                       |                                                       |                                                       |                                                       |                                                     |                                                     |                                                     |                                                     |                                                      |                                                      |                                                      |                                                      |                                                      |                                                      |  |  |  |  |  |  |  |  |  |  |  |  |  |  |  |  |  |  |  |  |  |  |  |  |  |  |  |  |  |  |  |  |  |  |  |  |  |  |  |  |  |  |  |  |  |  |  |  |
| Sophie van Saksen-Coburg-Saalfeld (1778-1835)       | Sophie van Saksen-Coburg-Saalfeld (1778-1835)       | Sophie van Saksen-Coburg-Saalfeld (1778-1835)       | Sophie van Saksen-Coburg-Saalfeld (1778-1835)       | Sophie van Saksen-Coburg-Saalfeld (1778-1835)         | Sophie van Saksen-Coburg-Saalfeld (1778-1835)         |                                                       |                                                       | Antoinette van Saksen-Coburg-Saalfeld (1779-1825)     | Antoinette van Saksen-Coburg-Saalfeld (1779-1825)     | Antoinette van Saksen-Coburg-Saalfeld (1779-1825)  | Antoinette van Saksen-Coburg-Saalfeld (1779-1825)  | Antoinette van Saksen-Coburg-Saalfeld (1779-1825) | Antoinette van Saksen-Coburg-Saalfeld (1779-1825) |                                                              |                                                              | Juliana van Saksen-Coburg-Saalfeld (1781-1860)               | Juliana van Saksen-Coburg-Saalfeld (1781-1860)               | Juliana van Saksen-Coburg-Saalfeld (1781-1860)               | Juliana van Saksen-Coburg-Saalfeld (1781-1860)               | Juliana van Saksen-Coburg-Saalfeld (1781-1860)           | Juliana van Saksen-Coburg-Saalfeld (1781-1860)           |                                                          |                                                          | Ernst I van Saksen-Coburg en Gotha (1784-1844)           | Ernst I van Saksen-Coburg en Gotha (1784-1844)           | Ernst I van Saksen-Coburg en Gotha (1784-1844) | Ernst I van Saksen-Coburg en Gotha (1784-1844) | Ernst I van Saksen-Coburg en Gotha (1784-1844) | Ernst I van Saksen-Coburg en Gotha (1784-1844) |                                              |                                              | Ferdinand George August van Saksen-Coburg-Saalfeld-Koháry (1785-1851) | Ferdinand George August van Saksen-Coburg-Saalfeld-Koháry (1785-1851) | Ferdinand George August van Saksen-Coburg-Saalfeld-Koháry (1785-1851) | Ferdinand George August van Saksen-Coburg-Saalfeld-Koháry (1785-1851) | Ferdinand George August van Saksen-Coburg-Saalfeld-Koháry (1785-1851) | Ferdinand George August van Saksen-Coburg-Saalfeld-Koháry (1785-1851) |                                                       |                                                       | Victoire van Saksen-Coburg-Saalfeld (1786-1861)       | Victoire van Saksen-Coburg-Saalfeld (1786-1861)       | Victoire van Saksen-Coburg-Saalfeld (1786-1861)       | Victoire van Saksen-Coburg-Saalfeld (1786-1861)       | Victoire van Saksen-Coburg-Saalfeld (1786-1861)     | Victoire van Saksen-Coburg-Saalfeld (1786-1861)     |                                                     |                                                     | Leopold I van België (1790-1865)                     | Leopold I van België (1790-1865)                     | Leopold I van België (1790-1865)                     | Leopold I van België (1790-1865)                     | Leopold I van België (1790-1865)                     | Leopold I van België (1790-1865)                     |  |  |  |  |  |  |  |  |  |  |  |  |  |  |  |  |  |  |  |  |  |  |  |  |  |  |  |  |  |  |  |  |  |  |  |  |  |  |  |  |  |  |  |  |  |  |  |  |

- Gemeinsame Normdatei: 13024905X
- Virtual International Authority File: 8488317
- WorldCat: E39PBJk94FjPqPMRHvd4tVhJXd